# Plaagdrager
Plaagdrager ist eine niederländische Black-Metal-Band. Der niederländische Name lässt sich sinngemäß mit „Seuchenträger“ übersetzen.

## Geschichte
Gegründet wurde die Band 2020 von Gitarrist N. Riethorst und Sänger C.W. de Boer, die zuvor schon Erfahrungen in anderen Bands sammelten. Als dritter Musiker vervollständigte Bassist E. K. Patel die Band. Zuerst wurde Musik mit einem Drumcomputer geschrieben, dann kam über das Netzwerk der Schlagzeuger J. Nijenhuis (Atrocity, Leaves’ Eyes) hinzu. Aufgrund der Einschränkungen durch die COVID-19-Pandemie im Königreich der Niederlande traf sich die Band erst sechs Monate nach der Gründung erstmals im Proberaum. Laut eigenen Angaben auf der Bandcamp-Seite der Gruppe wurde das Debütalbum Rampspoed & Verdriet „in der dunklen Zeit 2020 und 2021“ aufgenommen. Es erschien bei Sevan Mater (CD) und bei Helhallen Tonträger (MC).

## Stil
Die Gruppe hat ihr Debütalbum vollständig in niederländischer Sprache eingesungen. Viele Songs bewegen sich im Midtempo-Bereich und der Stil kann an den Black 'n Roll von Sarke aus dem Jahr 2021 erinnern, wobei der Sound mit Khold verglichen werden kann. Eine andere Lesart ist, dass die düsteren Grooves und dreckigen Riffs an ein prahlerischeres 1349 oder ein reineres Black Metal á la Horned Almighty oder sogar eine „musikalischere“ Version von The Infernal Sea denken lassen.

## Diskografie
- 2022: Rampspoed & Verdriet